# Yakuza Kiwami
Yakuza Kiwami (также известна в Японии как Ryu Ga Gotoku Kiwami) — компьютерная игра в жанре action-adventure, разработанная Ryu Ga Gotoku Studio и изданная Sega. Yakuza Kiwami является переосмыслением игры Yakuza 2005 года. 

## Игровой процесс
Как и оригинальная игра, Yakuza Kiwami — это приключенческий боевик, действие которого разворачивается в открытом мире и ведётся от третьего лица. Игрок управляет главным героем Кадзумой Кирю, который исследует улицы Камуро-тё, вымышленного района Токио, основанного на реальном районе Кабуки-тё. В дополнение к основному сюжету, игроки будут случайным образом сталкиваться с врагами на улице, а также встречаться с людьми, которые будут предлагать Кирю дополнительные задания, которые можно выполнить за вознаграждение.
Yakuza Kiwami полностью отказывается от боевой системы оригинальной игры, заимствуя её из приквела Yakuza 0. Как и там, в Kiwami есть четыре боевых стиля, между которыми игрок может переключаться в бою: сбалансированный стиль Brawler (Задира), медленный и тяжелый стиль Beast (Зверь), слабый, но быстрый стиль Rush (Натиск) и традиционный для Кирю стиль Дракона. Игроки могут зарабатывать как деньги, так и очки опыта, побеждая врагов или выполняя побочные задания. Очки опыта можно использовать для приобретения улучшений для Кирю, таких как новые техники или увеличение его запаса здоровья. Деньги можно потратить на покупку снаряжения или предметов для лечения, а также на различные мини-игры и дополнительные развлечения, такие как азартные игры, караоке и карточные битвы MesuKing. Выполнение определенных заданий также дает игроку специальную валюту в виде Очков достижений, и они могут быть потрачены на получение дополнительных бонусов, таких как специальные предметы или улучшения персонажа.
Yakuza Kiwami представляет новую игровую систему под названием «Мадзима Вездесущий», которая заменяет систему «М-р Вымогателя» из Yakuza 0, в которой соперник игрока Горо Мадзима будет часто появляться, чтобы вызвать Кирю на бой. Мадзима будет появляться случайным образом во время исследования города, а также в заранее определенных испытаниях, основанных на успехах игрока в данной системе. Мадзима также иногда будет появляться во время мини-игр (например, дартс или боулинг) и бросать вызов Кирю. Победа над Мадзимой в различных сценариях повысит ранг игрока в «Мадзиме Вездесущем» и откроет новые способности стиля Дракона у Кирю.

## Синопсис
Как и в Yakuza, в центре сюжета — офицер якудза по имени Кадзума Кирю, взявший на себя вину за убийство своего патриарха Сохэя Додзимы, совершённое его названым братом и лучшим другом Акирой Нисикиямой, и проводит десять лет в тюрьме, прежде чем его условно-досрочно освобождают. Освободившись, Кирю обнаруживает, что Нисикияма теперь - могущественный и расчётливый босс якудза, его девушка Юми Савамура пропала без вести, а у его бывшей организации, клана Тодзё, были украдены 10 миллиардов иен. Пока на улицах Камуро-тё разгорается война между множеством различных группировок (включая правительственных агентов и Триады), Кирю решает найти Юми и пропавшие деньги, а также защитить Харуку, маленькую девочку, за которой, кажется, все охотятся. В конце концов, раскаявшись, Нисикияма жертвует собой, чтобы убить отца Харуки, Кёхэя Дзингу, коррумпированного политика, стремившимся уничтожить Тодзё и своих близких, в то время как Юми умирает на руках Кирю от огнестрельного ранения. Вместо того чтобы впасть в отчаяние и позволить арестовать себя, Кирю покидает Тодзё и становится приемным отцом Харуки.
История Kiwami также уделяет внимание Нисикияме и Горо Мадзиме, безжалостном капитане клана Тодзё и сопернике Кирю.

#### Сюжетная линия Нисикиямы
История Нисикиямы рассказана в виде воспоминаний и посвящена его погружению в безумие. На следующий день после того, как Нисикияма застрелил Додзиму, а Кирю посадили в тюрьму, семья Додзимы размышляет о настоящем виновнике, а Нисикияму осмеивают его за безалаберность. В 1996 году семья Кадзама решает передать Нисикияме под контроль его собственную «семью», надеясь, что он будет присматривать за Кирю после того как тот был изгнан из клана Тодзё. Однако он оказывается неумелым лидером, а капитан его семьи Мацусигэ, которого наняли, потому что он был самым высокооплачиваемым в семье Кадзама, ни во что его не ставит и пользуется большим уважением среди людей Нисикиямы. И когда Юко, неизлечимо больной сестре Нисикиямы, требуется пересадка сердца, тот обращается к врачу, который говорит ему, что на оплату операции уйдет 30 миллионов иен. Нисикияма приказывает Мацусигэ достать для него деньги любыми способами, побуждая его обшарить магазины на территории семьи Кадзама. Осаму Касиваги, капитан семьи Кадзама, жестоко наказывает Нисикияму, затем прощает его, но говорит, что Кирю был бы морально лучше в качестве лидера. Затем Нисикияма полностью убеждается, что вся семья Кадзама ненавидит его, после того как Футоси Симано обвиняет Кадзаму в том, что он намеренно отдал Нисикияме людей, которых он не может контролировать, и что Нисикияме следует научиться заботиться о себе, а не о Кирю. В конце концов Нисикияма узнает от Мацусигэ, что доктор был мошенником, у которого с самого начала уже были 30 миллионов иен. Нисикияма бросается к нему, но тот уже сбежал из города. Юко умирает, а Нисикияма готовится совершить сэппуку, но его прерывает Мацусигэ. В конце концов, устав от постоянных унижений, Нисикияма наносит ему удар ножом и признается в убийстве Додзимы, после чего кровью убитого Мацусигэ зачесывает волосы назад, превращаясь в другого человека, с которым Кирю столкнется в ходе истории игры.

#### Сюжетная линия Мадзимы
Мадзима вновь представлен как садомазохист-якудза, который не в ладах с Кирю из-за нежелания драться с ним. Однако Мадзима восхищен стойкостью Кирю и считает его идеальным противником. Когда Кирю освобождают из тюрьмы, Мадзима разочарован тем, что легендарный Дракон Додзимы сдал позиции, и придумывает серию сложных и причудливых сценариев, чтобы заставить его сражаться и, таким образом, сделать его сильнее. Несмотря на ссоры, Мадзима помогает Кирю победить членов семьи Додзима, и даже признается ему, что его не волнует месть за смерть Симано. Как только Кирю восстанавливает свои боевые способности, Мадзима вызывает его на последний бой, который он в конечном счете проигрывает. Однако Мадзима находит удовольствие в сражении с Кирю и обещает продолжать бросать ему вызов ради забавы.

## Разработка и выпуск
Сценарист серии Масаёси Ёкояма заявил, что у Sega были планы по разработке Kiwami в 2015 году, и компания хотела, чтобы геймеры насладились историей оригинальной Yakuza в более современном виде. Однако в то время они были заняты созданием Yakuza 0. Положительные отзывы о приквеле привели к созданию Kiwami. По словам Ёкоямы, 10-летие франшизы и движок, используемый для Yakuza 0, также помогли в создании игры. Игровой процесс был создан таким образом, чтобы быть максимально дружелюбным к новичкам, и у них была возможность сохранять ход игры в любое удобное для них время. Были идеи по изменению актерского состава оригинальных игр, но сотрудники посчитали, что ремейк будет менее привлекательным, если в нем будет так много изменений.
Вместо того, чтобы сделать Kiwami похожей на ретро-игру, сохранившую элементы оригинальных игр для PlayStation 2, игровой процесс был сделан похожим на игры восьмого поколения, в первую очередь на Yakuza 0. Таким образом, команде пришлось столкнуться с проблемой качества графики и звука, которые они могли бы получить на консолях следующего поколения, в отличие от оригинальной консоли, что заставило команду задуматься, были ли проблемы с различными частями игры, например, с тем, как работала камера в оригинальной Yakuza. Сюжет был расширен, чтобы увеличить продолжительность, также были добавлены новые мини-игры. Боевая система была позаимствована из Yakuza 0, и, как и в ней, в Yakuza Kiwami присутствует элементы с кровью и жестокостью, особенно в тех эпизодах, которые игрок может выполнять в бою. Ёкояма заявил, что они хотели сделать их как можно более насыщенными.
Сюжет был доработан, чтобы показать глубину характеров персонажей, которые не слишком часто появлялись в оригинальной игре. Из-за популярности Горо Мадзимы, ему часто приходилось сталкиваться с Кирю во время побочных заданий. На характер Мадзимы повлияли предыдущие игры, которые мотивировали его идеей силы безумия после событий Yakuza 0. В Kiwami улучшено разрешение, частота кадров, текстуры и время загрузки по сравнению с оригинальной игрой, а также был добавлен дополнительный контент, чтобы разрешить некоторые наиболее запутанные сюжетные моменты, а также более тесно связать историю с событиями приквела Yakuza 0.
Игра была выпущена на PlayStation 3 и PlayStation 4 в Японии 21 января 2016 года, а на PlayStation 4 в Европе и Северной Америке — 29 августа 2017. В рамках запуска игры на Западе также было выпущено издание со стилбуком.  Игра также была портирована на Windows и выпущена в Steam по всему миру 19 февраля 2019 года, на Xbox One 21 апреля 2020 года, на Amazon Luna 22 декабря 2022 года, и на Nintendo Switch 24 октября 2024 года. 31 июля 2025 года было объявлено, что Yakuza Kiwami и её продолжение Yakuza Kiwami 2 будут выпущены на Nintendo Switch 2 13 ноября этого же года.

## Восприятие
| Сводный рейтинг    | Сводный рейтинг                     |
| Агрегатор          | Оценка                              |
| ------------------ | ----------------------------------- |
| GameRankings       | 79,79 %                             |
| Metacritic         | PS4: 80/100 PC: 80/100 XONE: 81/100 |
| Иноязычные издания |                                     |
| Издание            | Оценка                              |
| Destructoid        | 8/10                                |
| Famitsu            | 34/40                               |
| Game Informer      | 8,5/10                              |
| GameSpot           | 8/10                                |
| IGN                | 7,9/10                              |
| Polygon            | 7/10                                |

На агрегаторе Metacritic игра получила в среднем 80 баллов из 100, что означает «в целом благоприятные отзывы». Критики высоко оценили улучшения в боевой системе, связанные с приемами, которые может выполнять Кирю, а IGN и GameSpot положительно сравнили их с предыдущей игрой серии, Yakuza 0. Game Informer назвал ее «простой и развлекающей», положительно отзываясь о том, как Кирю может легко выполнять сложные боевые приемы. В Polygon раскритиковали необходимость гринда для улучшения стиля Дракона, поскольку из-за многочисленных боев с Мадзимой игрок может потерять большую часть своего здоровья. С другой стороны, Eurogamer похвалил взаимодействие с Мадзимой не только за проработку, но и за комическую привлекательность персонажа. Хотя ремейк и не показался Destructoid таким же привлекательным, как другие игры, в целом игра понравилась Destructoid, но были раскритикованы бои с боссами из-за того, что их здоровье восстанавливается во время боя, а также стили, заимствованные из боевой системы Yakuza 0. В целом, высоко оценив игру, Game Informer раскритиковал побочные миссии из-за их повторяющейся формулы. Тем не менее, встречи с Маджимой получили высокую оценку. GameSpot раскритиковал то, что посещение Камуро-тё может не вызвать восторга у игроков, сравнивающих его с другими открытыми мирами, встречающимися в играх.
Что касается подачи сюжета, то реакция критиков была неоднозначной. Издание Polygon отметило, что сюжет стал более зрелым и жестоким, чем в приквеле. Eurogamer похвалил расширение линии Нисикиямы так как в Sega привнесли новую глубину того, как Кирю становится его заклятым врагом. GameSpot также высоко оценил эту историю, назвав его «захватывающей», поскольку она создает контраст между мрачными аспектами основной истории и комичными аспектами побочных миссий. В Game Informer были неоднозначные мнения о том, как была подана история, из-за «мелодраматического» тона и длины роликов. Destructoid сообщил, что ролики были короче и интереснее, чем в Yakuza 4, особенно когда Кирю взаимодействует с Харукой. Еще одной вещью, которую похвалил Destructoid, была комичность, приданная сражениям Маджимы. IGN были более резки, полагая, что темп игры, повествование и продолжительность являются ее слабыми сторонами.
ПК-версия игры Yakuza Kiwami была так же хорошо принята, согласно агрегатору Metacritic.
Игра была номинирована на премию Национальной академии профессиональных рецензентов видеоигр в номинации «Возрождение классической игры».